# Buduguppa, Siruguppa
Buduguppa là một làng thuộc tehsil Siruguppa, huyện Bellary, bang Karnataka, Ấn Độ.